# Carlo Vizzardelli
Carlo Vizzardelli, italijanski rimskokatoliški duhovnik in kardinal, * 2. julij 1791, Monte San Giovanni Campano, † 24. maj 1851, Rim.

## Življenjepis
24. januarja 1848 je bil povzdignjen v kardinala in imenovan za kardinal-duhovnika S. Pancrazio.